# Eudonia minima
Eudonia minima là một loài bướm đêm trong họ Crambidae.